# Перивлепто
Перивлепто (грч. Περίβλεπτο) је насељено место у општини Паранести у периферији Источна Македонија и Тракија, Грчка. Према попису из 2021. године било је 3 становника.
Према бугарском географу и историчару, Василу Канчову, у Перивлепту је 1900. године живело 260 Турака. Године 1923. турско становништво је принудно исељено у Турску а на њихово место су насељене 44 грчке избегличке породице, којих је на попису из 1928. године било 201. Село се раније звало Карађоз.